# Janko Kos (literarni zgodovinar)
za druge osebe glej Janko Kos (razločitvena stran)
Janko Kos, slovenski književni teoretik, literarni komparativist, zgodovinar in kritik, univerzitetni profesor, akademik * 9. marec 1931, Ljubljana.

## Otroštvo in rod
Rodil se je 9. Marca 1931 v Ljubljani kot tretji otrok materi Katarini, ki je bila pred poroko učiteljica, in očetu Tinetu, ki je bil kmečki otrok iz okolice Moravč, ki se je od risarja in kamnoseka izšolal do uspešnega akademskega kiparja. 
Po klasični gimnaziji je leta 1956 šolanje nadaljeval na ljubljanski Filozofski fakulteti, diplomiral iz primerjalne književnosti in leta 1969 doktoriral.

## Življenje in delo
Služboval je kot dramaturg v lutkovnem gledališču in od 1963 kot gimnazijski profesor. Leta 1970 je dobil izredno, 1975 pa redno profesorsko mesto za primerjalno književnost in literarno teorijo na Filozofski fakulteti. Leta 1977 je postal dopisni (izredni), od 1983 pa je redni član Slovenske akademije znanosti in umetnosti, v okviru katere je 1980–83 upravljal tudi Inštitut za slovensko literaturo in literarne vede (ZRC) SAZU in bil zatem še predsednik znanstvenega sveta tega inštituta (1984–95). Od 1976 do 1986 in med 1990 in 1994 je bil predstojnik Oddelka za primerjalno književnost in literarno teorijo FF v Ljubljani. Bil je sourednik številnih revij (Beseda, Perspektive, Sodobnost) in knjižnih zbirk ter glavni urednik Literarnega leksikona in v letih 1991–2002 tudi predsednik Glavnega uredniškega odbora Enciklopedije Slovenije.
Esejistični in kritični začetki njegovega pisanja o slovenski književnosti so prerasli v znanstveno obravnavo te tematike. Pomembno je prispeval k razlagi pesniškega dela in razvoja Franceta Prešerna. Raziskoval je tudi delo Ivana Cankarja, Valentina Vodnika in Matije Čopa ter sodobno književnost. V slovensko literarno teorijo je vpeljal novo sistematiko ter raziskoval osnove razdelitve literarne zgodovine na obdobja (periodizacije). Metodo literarne zgodovine je dopolnil z upoštevanjem duhovnozgodovinskih prvin. Je (so)avtor in/ali (so) urednik številnih srednješolskih učbenikov in beril za književnost. Zbral in uredil je dela Prešerna, Valentin Vodnika, Cankarja, pa tudi Matije Čopa in Jerneja Kopitarja.
1986 je (s sodelavci) prejel nagrado Kidričevega sklada za urejanje in avtorstvo pri seriji znanstvenoraziskovalnih razprav Literarni leksikon (ZRC SAZU), 1988 mu je bil podeljen red zaslug za narod s srebrnimi žarki, po upokojitvi je bil leta 1999 imenovan za zaslužnega profesorja ljubljanske univerze, 2001 je dobil Zoisovo nagrado za življenjsko delo, 2004 veliko priznanje FF za pedagoško delo ter 2019 državno odlikovanje zlati red za zasluge Republike Slovenije in častno članstvo Društva slovenskih katoliških pedagogov. Prejel je tudi Trubarjevo priznanje NUK za leto 2022. Posvečen mu je bil jubilejni zbornik Janko Kos in slovenska primerjalna književnost (2023) v uredništvu Toneta Smoleja (bibliografijo sestavil Martin Grum), izšel pri Znanstveni založbi FF.

## Družina
Janko Kos je oče literarnega zgodovinarja Matevža Kosa, tast pisatelja in urednika Igorja Bratoža, tast Ženje Leiler Kos, mlajši brat strojnika, inovatorja, pisatelja in publicista Marka Kosa ter bratranec pesnika in književnika Daneta Zajca.

## Dela (monografije)
- Prešernov pesniški razvoj: interpretacija, DZS, 1966 (227 str.) (COBISS)
- Oris filozofije (priročnik za pouk filozofije), Cankarjeva založba, 1967; 1970 - popravljena in dopolnjena izdaja) (COBISS)
- Prešeren in evropska romantika, DZS, 1970 (298 str.) (COBISS)
- Znanost in ideologija (zbirka Znamenja), Obzorja, Maribor, 1970 (COBISS)
- Temelji filozofije za gimnazije, Cankarjeva založba, 1973; ponatisa: 1977, 1979 (327 str.)
- Pregled slovenskega slovstva: za srednje šole, DZS, 1974 (402 str.); dopolnjene izdaje 1975 (440 str.), 1987 (484 str.), 1992 (487 str.) (COBISS)
- Pregled svetovne književnosti, DZS, 1978; 1986 (dopolnjena izd.), 2005 (prenovljena in dopolnjena izd.) s ponatisi
- Literatura (Literarni leksikon), DZS, 1978 (COBISS)
- Matija Čop (zbirka Znameniti Slovenci), Partizanska knjiga, 1979 (199 str.) (COBISS)
- Romantika (Literarni leksikon), DZS, 1980 (COBISS)
- Morfologija literarnega dela (Literarni leksikon), DZS, 1981 (COBISS)
- Marksizem in problemi literarnega vrednotenja, Mladinska knjiga, 1983 (COBISS)
- Moderna misel in slovenska književnost, Cankarjeva založba, 1983 (391 str.) (COBISS)
- Očrt literarne teorije, 1983 (210 str.); popravljena in dopolnjena izd. 1994 (188 str.)
- Roman (Literarni leksikon), DZS, 1983 (COBISS)
- Razsvetljenstvo (Literarni leksikon), DZS, 1986 (COBISS)
- Predromantika (Literarni leksikon), DZS, 1987 (COBISS)
- Primerjalna zgodovina slovenske literature, Znanstveni inštitut FF; Partizanska knjiga,1987 (prva izdaja, 265 str.) (COBISS)
- Književnost: učbenik literarne zgodovine in teorije, Obzorja, Maribor, 1989 (531 str.); prenovljene izdaje 1991, 1994, 1995 (
- Literarne tipologije (Literarni leksikon), DZS, 1989, 1990? (COBISS)
- Anton Ocvirk in problem literarnozgodovinske metode, Razprave SAZU, 1989 (separat) (COBISS)
- Književnost - Učbenik literarne zgodovine in teorije, Obzorja, Maribor, 1989 (COBISS)
- Svet književnosti 1-4 (srednješolski učbeniki, 1-2000, 2-2001 (soavtor Tomo Virk), 3-2002 (soavtorja T. Virk, Gregor Kocijan), 4-2003 (soavtorji T. Virk, Lado Kralj, Matevž Kos); prenovljene izdaje: 1-2009, 2-2010, 3-2011, 4-2012
- Valentin Vodnik, 1990 (222 str.) (COBISS)
- Prešeren in njegova doba: študije, Lipa, Koper, 1991 (COBISS)
- Lirika (Literarni leksikon), DZS, 1993
- Die slowenische Literatur (prispevek za 45. Frankfurtski knjižni sejem 1993)
- Neznani Prešeren, Cankarjeva založba, 1994 (COBISS)
- Na poti v postmoderno, LUD Literatura, 1995 (215 str.) (COBISS)
- Postmodernizem: književnost (Literarni leksikon), DZS, 1995 (COBISS)
- Duhovna zgodovina Slovencev, 1996, Slovenska matica (225 str.; elektronska izdaja 2020) (COBISS)
- Literarna teorija, DZS, 2001 (196 str.) (COBISS)
- Primerjalna zgodovina slovenske literature, Mladinska knjiga, 2001 (dopolnjena izdaja, 417 str.) (COBISS)
- Prešeren in krščanstvo, 2002, Slovenska matica (162 str.) (COBISS)
- Slovenci in Evropa, Študentska založba, 2007 (380 str.) (elektronska izdaja 2013)
- Svetovni roman, LUD Literatura, 2009 (671 str.; ponatis študij iz zbirke Sto romanov s študijo T. Virka: Kosova teorija in zgodovina romana na str. 627-664)
- Umetniki in meščani: spominjanja, Znanstvena založba FF in Beletrina, 2015
- Ideologi in oporečniki: spominjanja, Beletrina, 2015 (tudi elektronska izdaja)
- Sociologija slovenske literature, Slovenska matica, 2016
- Ivan Cankar med Shakespearjem in Cervantesom, SAZU, 2017
- Misliti Cankarja, Beletrina, 2018 (tudi elektronska izdaja)
- Kultura in politika, Nova obzorja, 2021 (kolumne, izšle v Demokraciji 2003-19)
- Primerjalna zgodovina svetovne literature, Slovenska matica, 2021

## O njem
- Crnkovič, Marko (7. november 2020). »Obrazi z Markom Crnkovičem: V bistvu sem duhovno maturiral, ko sem pri Janku Kosu diplomiral«. Večer. Večer. Pridobljeno 8. aprila 2025. Delati intervju s svojim profesorjem toliko let pozneje ni lahka naloga, je pa strahospoštljiv, četudi zabaven in v vsakem primeru nostalgičen izziv.

## Glej še
- Priimek Kos